# Hans Rexeis
Hans Rexeis (eigentlich: Johann Rexeis, * 30. Dezember 1901 in Lannach; † 6. Juni 1980 in Vorau) war ein österreichischer Violinist und Sänger. Er gehörte zeitweise den Comedy Harmonists als erster Tenor an.

## Leben
Hans Rexeis wurde als Sohn des Geigenbauers Johann Rexeis und dessen Ehefrau Maria geboren. Er hatte mehrere Brüder: Josef wurde Ringkämpfer, Gottfried Konzertmeister der Deutschen Grammophon und der Ultraphon in Berlin sowie später Professor für Violine am Grazer Konservatorium. Ein jüngerer Bruder wurde mit einer geistigen Behinderung geboren. Er fiel 1942 in Schloss Hartheim bei Linz dem Euthanasieprogramm der Nationalsozialisten zum Opfer.
Zeitweise war Rexeis Violinist im Orchester der Staatsoper in Graz, später verdiente er als Stehgeiger in Berlin, Wien, Graz, Linz und Königsberg sein Geld. Schallplattenaufnahmen auf Elite Spezial und Electrola mit der Kapelle Eugen Jahn fallen in diese Zeit.
1919 oder 1920 wurde seine Tochter Veronika geboren. Am 18. Juli 1923 heiratete Rexeis die Mutter dieses Kindes, Theresia Parfuhs.
Auf Vermittlung seines Bruders Gottfried hin kam Hans Rexeis in den späten 1920er Jahren nach Berlin und studierte dort bei Max Barth Geige und Gesang. In diese Zeit fällt die Bekanntschaft mit Roman Cycowski. Möglicherweise lernte Rexeis damals auch schon Erich Collin kennen. Für Brillant-Special machte Rexeis in den Jahren 1933/34 mehrere Gesangsaufnahmen, darunter Bella Venezia mit dem Orchester Hans Schindler, Leise flehen meine Lieder, Ich schnitt es gern in alle Rinden ein und Schenkt man sich Rosen in Tirol mit der Kapelle Eugen Jahn. 1933 nahm er für Longophon unter anderem An der Donau, wenn der Wein blüht und Tausend Sterne leuchten in der blauen Frühlingsnacht mit dem Orchester Gerhard Hoffmann auf. Das Orchester Friedel Rexeis, geleitet von Gottfried Rexeis, begleitete ihn bei der Aufnahme von Ungeduld aus Die schöne Müllerin. Brillant-Special brachte 1934 Tausend rote Rosen blühn und Ein Walzer für Dich heraus.
Nach der Spaltung der Comedian Harmonists im Jahr 1935 – die „arischen Mitglieder“ waren in Deutschland geblieben, die jüdischen ausgewandert – wurde Hans Rexeis erster Tenor bei der Nachfolgegruppe Comedy Harmonists, die von den jüdischen Mitgliedern der ursprünglichen Gruppe in Wien gegründet wurde. Wahrscheinlich hatte Cycowski dies in die Wege geleitet. Mit den Comedy Harmonists gelangte Rexeis nach Australien und anschließend in die USA. Seine Frau und seine Tochter, die die Gruppe auf Auslandstourneen nicht zu begleiten pflegten, waren in Italien zurückgeblieben. Eine Einreise nach Australien, um die sich Rexeis bemühte, wurde ihnen nicht genehmigt. Nachdem die Comedy Harmonists sich 1941 aufgelöst hatten, blieb Rexeis wie Harry Frommermann und Rudolf Mayreder vorläufig in New York. Er nahm dort weitere Gesangsstücke mit Orchesterbegleitung auf: Es ist nicht für lang, Halli-Hallo-Halli, Hühnerhof, Ludwig-Ludwig, Die Postkutsche, Das Kreuz bei der Fichte, Der Scherenschleifer und Wenn der Kuckuck ruft. Nach seiner Übersiedlung nach Kuba arbeitete er bis 1946 als Musiklehrer. Von Kuba aus bemühte er sich um seine Einbürgerung in die USA, ging dann aber schließlich nach Italien, wo er in Genua eine Gesangsschule, die Scuola di Canto, gründete. Lange Zeit lebte er in Genua. Ein Augenleiden kostete ihn ab den 1970er Jahren sein gesamtes Geld. Aus der Schweiz, wo er sich behandeln ließ, wurde er schließlich im Dezember 1979 wegen Mittellosigkeit nach Österreich ausgewiesen, da er immer noch die österreichische Staatsbürgerschaft besaß. Dort, in einem Altersheim in Birkfeld in der Nähe von Graz, lebte er noch etwa ein halbes Jahr mit seiner Frau. Geistig verwirrt und nahezu komplett erblindet, starb er schließlich in einem Krankenhaus. Beigesetzt wurde er in Birkfeld. Drei Jahre später folgte ihm seine Witwe im Tode nach.
Michael Hortig veröffentlichte 2009 den Artikel The Lost Harmonist über Hans Rexeis in der FOX auf 78.